# Les Amours de Ragonde
 (août 2022).
Si vous disposez d'ouvrages ou d'articles de référence ou si vous connaissez des sites web de qualité traitant du thème abordé ici, merci de compléter l'article en donnant les références utiles à sa vérifiabilité et en les liant à la section « Notes et références ».
Les Amours de Ragonde, sous-titré La Veillée du village, est un petit opéra (ou divertissement) du compositeur français baroque Jean-Joseph Mouret, sur un livret de Philippe Néricault Destouches, créé en 1714 à Sceaux.

## Description
Il s’agit d’une œuvre comique par ses personnages, son langage parodiant le parler paysan, son histoire, mais aussi par un certain côté pastiche des grandes œuvres de Jean-Baptiste Lully. Les personnages sont typés : Colin et Colette seront repris par Marivaux et Jean-Jacques Rousseau, et le personnage de Ragonde, vieille paysanne un peu revêche, est issu d’autres pièces plus anciennes.
L’exécution de l’œuvre demande environ une heure.

## Historique
La première représentation, sous le titre original Le Mariage de Ragonde et de Colin ou La Veillée de Village, a lieu en décembre 1714 au château de Sceaux au cours de la treizième de 16 Grandes Nuits, organisées par la duchesse du Maine, Anne-Louise-Bénédicte de Bourbon-Condé. L’opéra n'est, par la suite, plus rejoué du vivant du compositeur — décédé fou en 1738.
La partition est redécouverte par Jean-Jacques Rousseau et Jean-Philippe Rameau quelques années plus tard : elle est remaniée et jouée devant Louis XV et Madame de Pompadour. C’est cette version de 1742, intitulée Comédie en musique, qui est parvenue jusqu'à aujourd'hui, l’œuvre originale ayant été perdue. Elle est sans doute à l'origine de l'opéra bouffon Platée de Rameau.

## Les personnages
- Ragonde, vieille paysanne et sorcière ;
- Colette, fille de cette dernière ;
- Mathurine, voisine de l’héroïne ;
- Lucas, amant de Colette ;
- Colin, jeune paysan aimé par l’héroïne et soupirant de Colette ;
- Thibault, magistrat.
- Paysans et lutins

## Discographie
- Ragonde, Michel Verschaeve, Colin, Jean-Paul Fouchécourt, Colette, Sophie Marin-Degor, Lucas, Jean-Louis Bindi, Mathurine, Noémi Rime, Thibault, Gilles Ragon, Blaise, Jean-Louis Serre, Les Musiciens du Louvre, dir. Marc Minkowski. CD Erato 1992.